# Huib Schreurs
Huib Schreurs (Amsterdam, 1948) is een Nederlands muzikant.

## Biografie
Schreurs was leerling van het St.-Ignatiuscollege te Amsterdam.
Enkele maanden na de oprichting van CCC Inc. in 1967 voegt Scheurs zich als harmonicaspeler en zanger bij de groep. In 1975 richt hij de Stichting Popmuziek Nederland op en wordt hij artistiek coördinator van Paradiso, vanaf 1977 als directeur. Nadat hij directeur was geweest van de Beurs van Berlage#Het Zuidelijk gedeelte werd hij in 1992 groepsredacteur culturele en verstrooiende programma's bij de VPRO. Hij is directeur geweest van De Groene Amsterdammer en van Opinio. Vanaf 2009 had hij een boekwinkel aan de Weteringschans welke is opgeheven per 1 januari 2017.